# Якоб Андерегг
Якоб Андерегг (нім. Jakob Anderegg; 11 березня 1829, Обервіль-ім-Зімменталь, Швейцарія — 17 вересня 1878, Майрінген, Швейцарія) — швейцарський гірський провідник й альпініст. Йому належить низка перших сходжень на альпійські вершини, зокрема Балмгорн, Цинальротгорн, Обер-Габельгорн, Піц-Розег й інші, а також перші проходження кількох нових маршрутів на вершини та перевалів різної складності.

## Біографія
Народився 11 березня 1829 року в Обервіль-ім-Зімменталі, Швейцарія. Про ранні роки його життя практично нічого не відомо. Якоб був двоюрідним братом знаного швейцарського гірського провідника Мельхіора Андерегга, з яким він здійснив своє перше зареєстроване сходження.

### 1864 рік
Влітку 1864 Якоб і Мельхіор були найняті групою англійських альпіністів (Адольф Мур і сім'я Вокер — Френк, Горас і Люсі), які збиралися зробити кілька сходжень на альпійські вершини у липні 1864 року. Першою вершиною Якоба стала гора на південному заході Швейцарії Рімпфішгорн заввишки 4199 метрів, на яку Мур, Вокери й Андереггі піднялися 12 липня 1864 року. Їхнє сходження стало другим в історії сходженням на цю вершину (і першим жіночим сходженням на цю вершину, автором якого стала Люсі Вокер).
21 липня 1864 Якоб і Мельхіор Андерегги разом з Френком, Горасом і Люсі Вокер здійснили перше сходження на вершину Балмгорн заввишки 3698 метрів. Після цього сходження вони перемістилися в Гріндельвальд, звідки, об'єднавши зусилля з іншою групою альпіністів і провідників (включно з Адольфом Муром, Крістіаном Альмером й іншими провідниками), 27 липня здійснили сходження на Айгер. Це сходження стало четвертим вдалим сходженням на Айгер і першим в історії жіночим сходженням на цю вершину.
Після сходження на Ейгер Вокери та Мур повернулися до Англії, а Якоб і Мельхіор Андерегги були найняті Леслі Стівеном, англійським альпіністом, для участі в його експедиції Альпами. Якоб брав участь у всіх сходженнях Стівена, зробивши зокрема кілька перших сходжень на альпійські вершини. 16 серпня 1864 року Якоб Анндерегг з Леслі Стівеном й Едвардом Бакстоном зробили перший траверс Ліскамма та перше сходження на його західну вершину. 22 серпня 1864 року Леслі Стівен, Флоренс Кроуфорд Гроув, Якоб і Мельхіор Андерегги здійснили перше сходження на вершину Цінальротгорн. Підйом льодовиком Ціналь і північному гребеню зайняв у них близько 10 годин.

### 1865 рік
Сезон 1865 року став дуже вдалим для Якоба Андерегга. Адольф Мур і Горас Вокер найняли його як єдиного провідника, що на той момент було досить незвичайно — зазвичай альпіністи не обмежувалися одним провідником. 21 червня 1865 року вони зробили перший траверс найвищої вершини Гларнських Альп гори Теді заввишки 3613 метрів. Наступного дня, 22 червня, вони здійснили перший перехід через перевал Камадра, а 23 червня піднялися на вершину Райнвальдгорн (3402 метри) за новим маршрутом з льодовика Брешіана. 28 червня вони здійснили перше сходження на вершину Піц-Розег заввишки 3937 метрів. Після сходження на Піц-Розег вони вирушили у Мілан і 4 липня, перейшовши через перевал Сезія, прибули до Церматту.

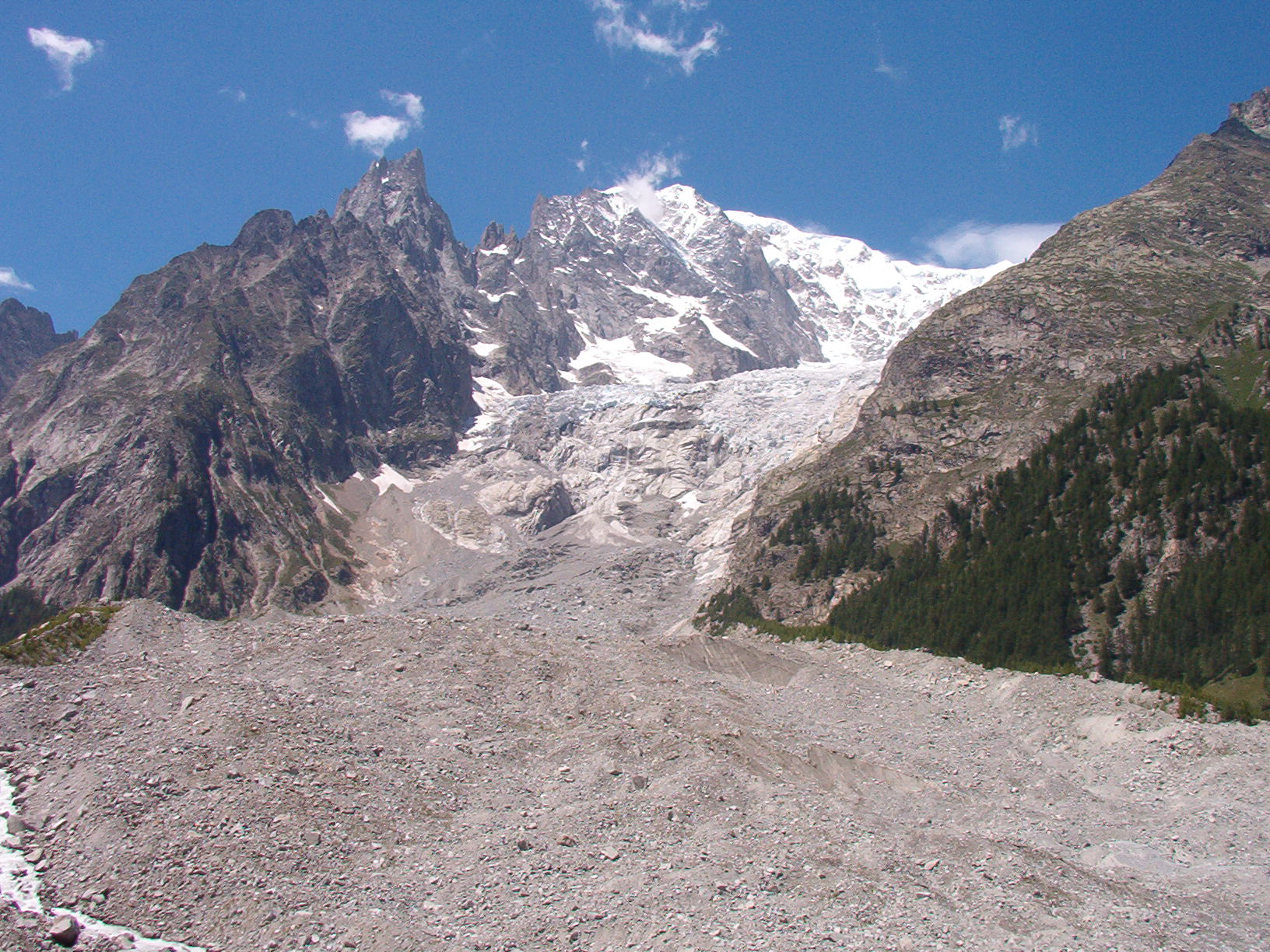
Льодовик Бренва

6 липня 1865 року Адольф Мур, Горас Вокер і Якоб Андерегг здійснили перше сходження на вершину Обер-Габельгорн заввишки 4063 метри східним схилом з Церматта. Їм вдалося на один день випередити групу іншого британського альпініста — Френсіса Дугласа (з провідниками Петером Таугвальдером і Йозефом Віаніном), якому з третьої спроби вдалося піднятися на вершину північно-західним гребенем. 8 липня вони здійснили перший перехід перевалу Коль-де-Аролла, і вийшли до підніжжя гори Пінь-д’Аролла у Пеннінських Альпах заввишки 3796 метрів, на яку вони здійснили перше сходження наступного дня, 9 липня.
Після повернення з Пінь-д'Аролла Мур, Вокер і Якоб Андерегг перемістилися в Курмайор. Метою Мура було сходження на Монблан за новим маршрутом з льодовика Бренва південно-східною стіною. 2 роки тому, у 1863 році, Мур вже пробував пройти цим маршрутом, але на той момент вважав сходження по ньому малоймовірним. Наступного року, під час спуску з Монблана, він уважно вивчив маршрут і змінив свою думку. 13 липня 1865 року до Мура, Вокера та Андерегга приєдналися Френк Вокер і Джордж Спенсер Метьюз із Мельхіором Андереггом. 14 липня вони перейшли до підніжжя Монблану на льодовик Бренва, де встановили табір на висоті 2800 метрів. Наступного дня, 15 липня, всі шестеро зробили перше сходження за новим маршрутом на Монблан (маршрут Бренва має IV категорію складності за класифікацією UIAA, або TD за класифікацією IFAF). Після сходження група спустилася до Франції у Шамоні.
Після спуску Якоб Андерегг поїхав до Церматта, проте на початку серпня знову повернувся до Шамоні, щоб приєднатися до групи англійських альпіністів Флоренса Гроува й Едварда Бакстона. 7 серпня 1865 року разом з іншими провідниками їм вдалося піднятися на Дом-дю-Гуті та спуститися льодовиком Дом, відкривши тим самим новий маршрут з Шамоні у Курмайор.

### 1866—1869 роки
У наступні роки Мур зосередився на Кавказі та зимових сходженнях в Альпах, і Якоб Андерегг став працювати з іншими групами альпіністів. У 1866 році головними досягненнями Якоба стали перші проходження перевалів Ебеніфлуйох, Шмадрійох й Агассісйох. Всі три маршрути пройшла одна група: Горнбі, Філпотт, Фредерік Морсгед і їхні провідники Якоб та Мельхіор Андерегги та Крістіан Лауенер. У 1867 і 1868 роках Якоб Андерегг працював провідником з різними групами альпіністів, здійснюючи сходження на альпійські вершини по вже пройдених раніше маршрутах.
У 1869 Якоб Андерегг приєднався до альпініста Дж. Е. Фостера. Їхньою першою метою стала вершина Гшпальтенгорн заввишки 3436 метрів. Гшпальтенгорн попередні роки вже кілька разів штурмувався різними групами альпіністів, але без успіху. 10 липня 1869 року Фостер з провідниками Якобом Андереггом і Гансом Бауманном здійснили перше сходження на вершину з північного заходу за маршрутом, що нині вважається класичним (маршрут має категорію складності AD-).
Після Гшпальтенгорна до групи приєднався Горас Вокер. Разом вони здійснили друге сходження на Юнгфрау, а потім зробили перші проходження двох перевалів: 16 липня вони перейшли через перевал Ленцйох, а 19 липня через перевал Домйох. Після здійснили сходження на Вайсгорн, Егюї-Верт й Шпиль Півдня. Під час спуску зі Шпиля Півдня Якоб Андерегг, який йшов першим, мало не загинув, коли під ним обвалилася частина кам'янистого схилу. Однак Горас Вокер, що йшов за Якобом у зв'язці, зміг утримати його на мотузці, і Якоб вижив. Попри те, що при падінні він сильно розтрощив обличчя, він зміг самостійно продовжити спуск.

### 1870—1875 роки
1870 року Адольф Мур повернувся до співпраці з Якобом Андереггом. Разом з ним і Горасом Вокером вони здійснили перше проходження перевалу Унтер-Вінтерйох і перше сходження на західну вершину Егюїй-де-Тре-ля-Тете. У серпні 1870 року Якоб Андерегг здійснив низку сходжень з початківцем британським альпіністом Томасом Міддлмором на вершини Монте-Роза, Штральгорн, Веттергорн, а також проходження кількох перевалів, що дозволило Томасу стати членом британського Альпійського клубу.
У 1871 році з 17 червня до кінця липня Якоб знову працював з Адольфом Муром. У цей період найзначнішим їх досягненням стало перше проходження перевалу Тіфенматтенйох, яке вони зробили разом із Фостером. На початку літа 1872 року Якоб, Мур і Горас Вокер здійснили сходження на Штудергорн у Бернських Альпах за новим маршрутом з північно-східної сторони. У серпні 1872 року Якоб Андерегг разом з Фредеріком Пратт-Барлоу і С. Ф. Стіллом здійснили сходження на вершину Гривола висотою 3969 метрів за новим маршрутом.
Сезон 1873 року Андерегг почав разом з Муром, зробивши з ним кілька сходжень у червні-липні. У серпні він приєднався до Пратта-Барлоу та Стілла, супроводжуючи їх на сходженнях на кілька альпійських чотирьохтисячників. Однак сезон для Якоба несподівано закінчився 26 серпня — у нього згорів будинок, і він був змушений перервати сходження і повернутися до рідного краю. З цієї причини, а також через тяжку та тривалу хворобу, Якоб Андерегг повністю пропустив сезон 1874 року.
У 1875 Якоб, який був далекий від своєї найкращої форми через події в попередні 2 роки, проявляв невисоку активність як провідник. Достеменно відомо лише про одне його зареєстроване сходження. Разом з Праттом-Барлоу та Стіллом, а також Петером Таугвальдером-молодшим як другий провідник, вони зробили перше сходження на вершину Дисграція за новим маршрутом південно-східним гребенем.

### 1876—1878 роки та смерть

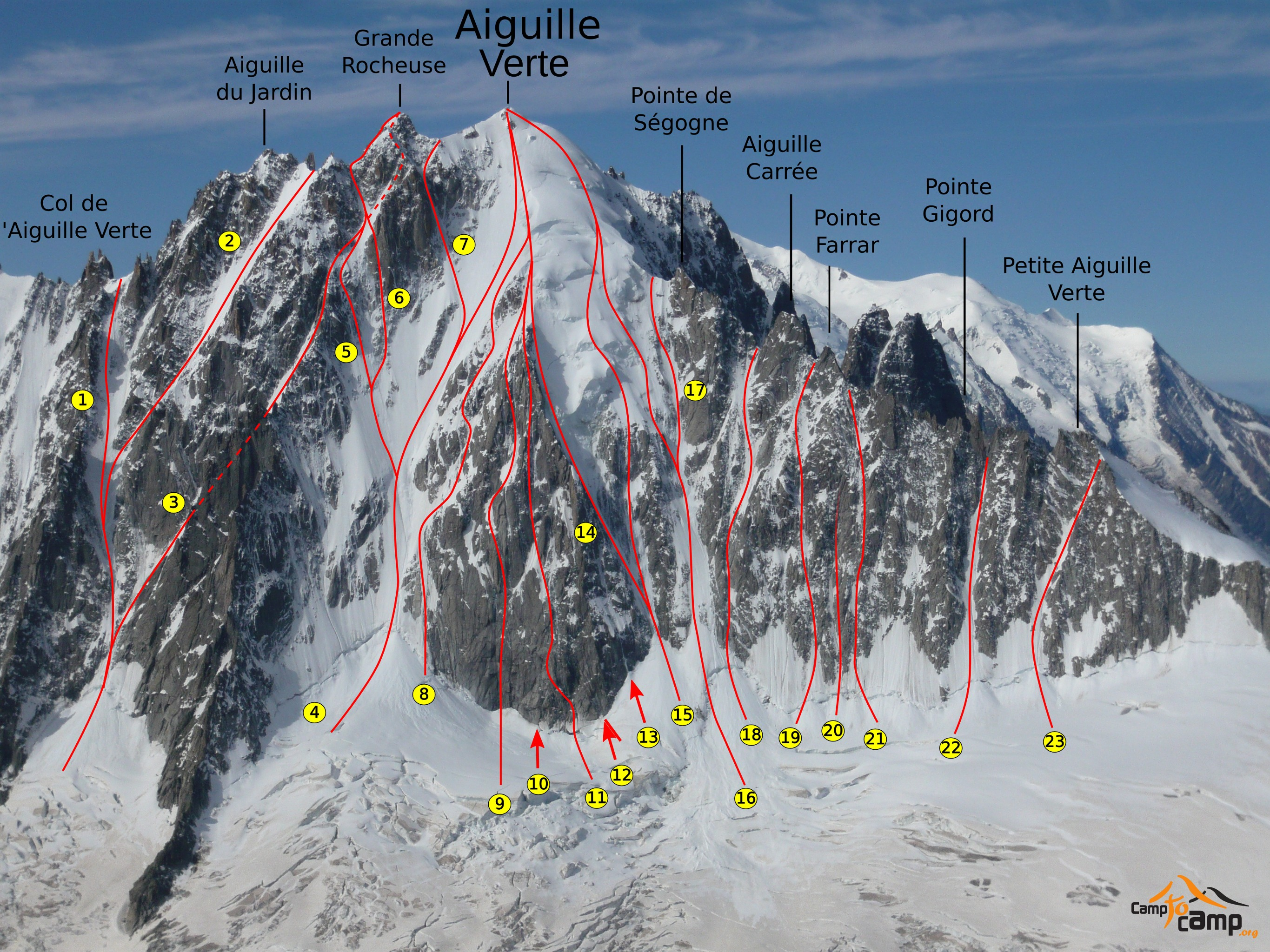
Маршрути північною стіною Егюї-Верт; № 16 — кулуар Кордьє

До початку літа 1876 року Якоб Андерегг зміг повернути свою колишню форму і з 20 червня до 8 серпня здійснив кілька помітних сходжень разом з молодим, але дуже талановитим французьким альпіністом Анрі Кордьє. 21 червня Анрі, Якоб і провідник Андреас Маурер зробили спробу сходження на вершину Ла-Меж, але невдало що стало першим невдалим сходженням для Якоба за всю його кар'єру. Через тиждень, 28 червня, група зробила перше сходження на вершину Егюїй-дю-Пла-де-ла-Сель у масиві Дез-Екрен. 15 липня Анрі, Якоб і провідник Каспар Маурер здійснили перше сходження південно-східним гребенем на вершину Фінстерааргорн. Після Фінстерааргорна вони об'єдналися з Томасом Міддлмором і Джоном Оклі Маундом і їхніми провідниками Йоганном Яуном і Андреасом Маурером і в такому розширеному складі здійснили сходження за новим складним маршрутом на Егюїй-Верт кулуаром на північній стіні. Сходження цим маршрутом (нині маршрут має категорію складності TD- за класифікацією IFAS і зветься Кулуар Кордье) наступного разу змогли повторити лише 1924 року. 4 серпня 1876 група у тому ж складі здійснила перше сходження за новим маршрутом на північній стіні на вершину Ле-Курт.
1 червня 1877 року Якоб Андерегг й Андреас Маурер знову приєдналися до Анрі Кордьє. 6 червня вони здійснили перше сходження на вершину Ле-Пларе в масиві Дез-Екрен. На спуску під Кордьє зійшла лавина, і він упав униз і загинув. Якоб й Андреас знайшли його тіло лише наступного дня. Яскрава кар'єра Анрі Кордьє, помітну частину якої він провів у співпраці з Якобом Андереггом, тривала лише 2 роки.
1878 року Якоб знову повернувся до співпраці з Адольфом Муром. З 25 травня до 29 червня вони подорожували разом Горасом Вокером і Мельхіорм Андереггом, проте якихось помітних сходжень їм не вдалося зробити через безперервні дощі. Мур писав, що тільки протягом 7 днів у цей період не було опадів. При цьому він був радий поновленню співпраці з Якобом Андеррегом і планував здійснити з ним низку сходжень наступного року. Але раптова смерть Якоба втрутилася в плани Мура, Якоб Андерегг помер 17 вересня 1878 у Майрингені, Швейцарія.

## Відгуки
Якоб Андерегг вперше з'явився на міжнародній арені альпінізму у 1864 році і з першого року зарекомендував себе як надійного компаньйона. Він був сильний фізично та мав добру статуру для альпініста, що дозволило йому відразу показувати себе з кращого боку перед своїми клієнтами. Протягом 14 років альпіністської кар'єри Якоб, який працював із різними групами альпіністів, незмінно отримував від них найпозитивніші відгуки. Адольф Мур, з ким він найчастіше ходив в експедиції, неодноразово підкреслював у своїх звітах професіоналізм Якоба, його чуття, фізичну силу, уважне ставлення до товаришів і здатність упоратися з будь-якою складністю.